# شهرک صنعتی سرایان
شهرک صنعتی سرایان روستایی در دهستان آیسک بخش آیسک شهرستان سرایان استان خراسان جنوبی ایران است. بر پایه سرشماری عمومی نفوس و مسکن در سال ۱۳۹۰ جمعیت این روستا ۲۶ نفر (در ۸ خانوار) بوده است.